# Antoine Sonrel

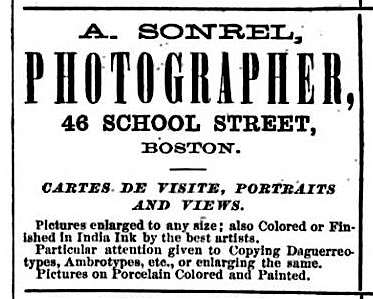
Inzerát ateliéru: A. Sonrel, fotograf, School Street, Boston, nabízí carte de visite, portréty a pohledy, 1868

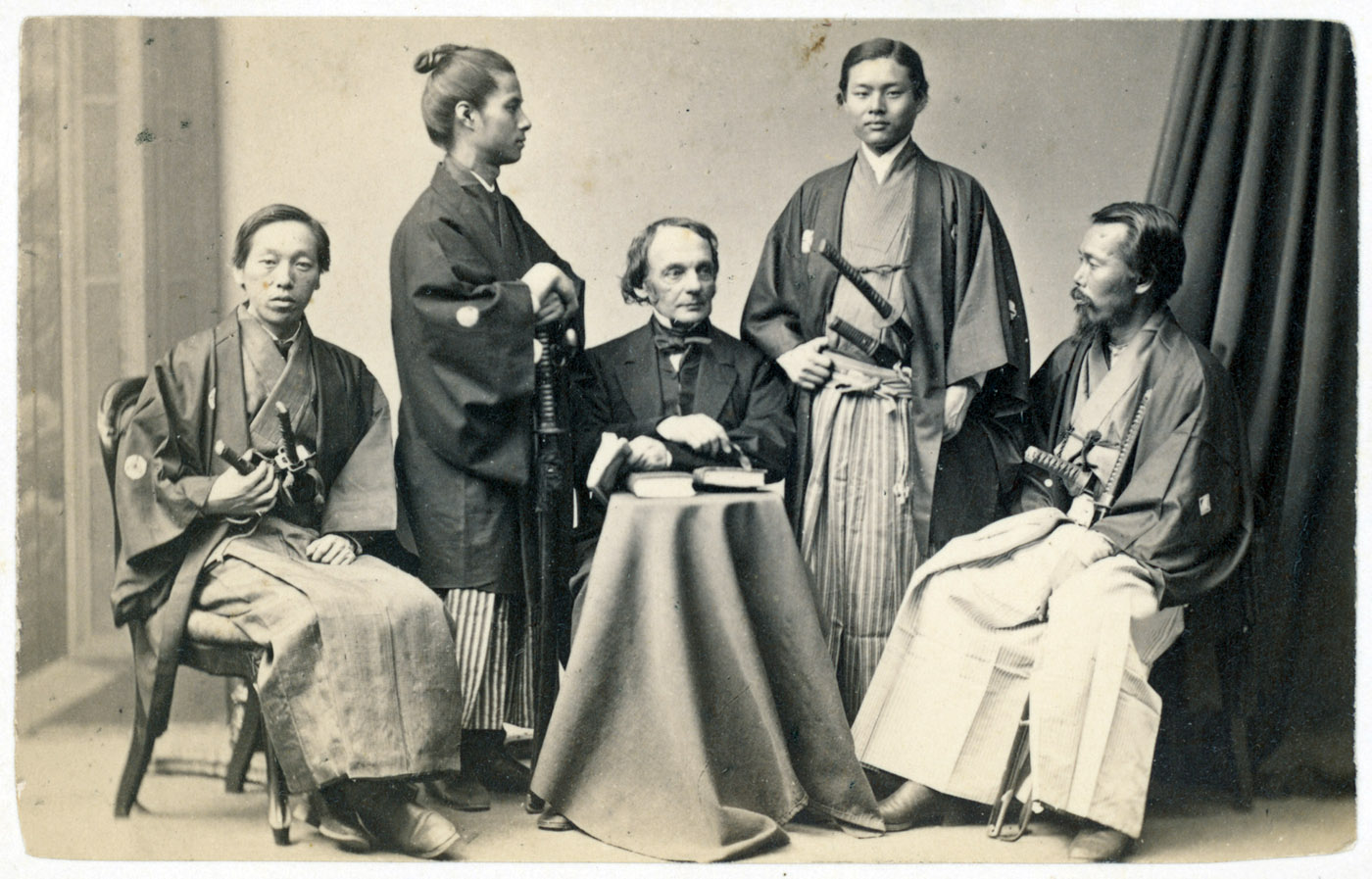
Antoine Sonrel: Skupinový portrét; Hanabusa Kotaro, Hiraga Isasaburo, Tsuge Zengo a Aoki Yoshihira, 19. st. (Smithsonian)

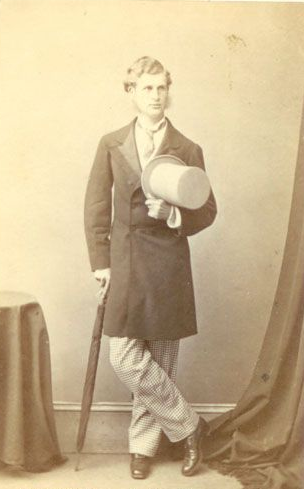
Antoine Sonrel: Neznámý muž, na rubu fotografie je poznámka Nathan Appleton, asi 1865

Antoine Sonrel (zemřel 1879) byl ilustrátor, rytec a fotograf. Působil během 19. století ve Švýcarsku a v Bostonu, Massachusetts. Přestěhoval se z Neuchâtelu do Spojených států na konci 40. let 19. století a během svého života spolupracoval se švýcarským paleontologem Louisem Agassizem.
Jako fotograf vytvořil řadu vizitkových portrétů v letech 1860 - 1870, včetně jeho přítele Agassize, dále portrétoval takové osobnosti jako byli Oliver Wendell Holmes, Sr., Wendell Holmes Oliver, Jr., Abbott Lawrence Rotch nebo sochařka Anne Whitneyová.

## Životopis
Kolem roku 1830 začal Sonrel v Neuchâtelu vytvářet vědecké ilustrace pro Louise Agassize. V literatuře se uvádí, že „měl vynikající talent a snažil se dosahovat co největší přesnosti a právě proto jej Agassiz zaměstnával za pravidelný plat.“ Agassiz napsal v roce 1857: „Jsem šťastný, že jsme mohli zajistit pokračování díky mému starému příteli, panu A. Sonrelovi, v kreslení zoologických kreseb. Před více než dvaceti lety ilustroval má evropská díla, a od té doby má angažmá, s krátkým přerušením, a dělá pro mě výkresy.“
Ve Spojených státech žil Sonrel v Bostonu na Acorn Street v Beacon Hill (ca.1850), Tremont Street (ca.1873); a Woburnu (ca.1852-1874). Vlastnil fotografické studio v Bostonu na School Street (ca. 1860) a na Washington Street (ca. 1871-1874). Sonrel vystavoval své litografie v roce na 1851 Světové výstavě v Londýně; a také na v roce 1853 na výstavě Massachusetts Charitable Mechanic Association.

## Dílo

### Díla ilustrovaná Sonrelem
- Natural history illustrations. Prepared under the direction of Louis Agassiz. 1849. The anatomy of Astrangia danae. Six lithographs from drawings by A. Sonrel. Explanation of plates by J. Walter Fewkes. Washington: Smithsonian institution, 1889.
- Louis Agassiz, James Elliot Cabot. Lake Superior: its physical character, vegetation, and animals, compared with those of other and similar regions. Boston: Gould, Kendall and Lincoln, 1850. "Elegantly illustrated" with images by Cabot and Sonrel. "The Landscape Illustrations are taken from sketches made on the spot, by Mr. Cabot. Those of the Second Part were drawn and lithographed by Mr. Sonrel, a Swiss artist of much distinction in this branch, and formerly employed by Prof. Agassiz at Neuchatel, but now resident in this country."
- Boston Journal of Natural History, 1850s.
- Louis Agassiz. Contributions to the natural history of the United States of America. Boston: Little, Brown and Co., 1857-ca.1862. 2nd monograph (1862)
- Thaddeus William Harris. A treatise on some of the insects injurious to vegetation. New York: Orange Judd and Company, 1862.

### Díla o Sonrelovi
- Jules Marcou. Life, letters, and works of Louis Agassiz. Macmillan and co., 1895.
- David Karel. Dictionnaire des artistes de langue française en Amérique du Nord: peintres, sculpteurs, dessinateurs, graveurs, photographes, et orfèvres. Quebec: Presses Université Laval, 1992.
- Christoph Irmscher. Wonderful entanglements: Louis Agassiz, Antoine Sonrel, and the challenge of the Medusa. In: A keener perception : ecocritical studies in American art history. Tuscaloosa: University of Alabama Press, 2009.

## Galerie

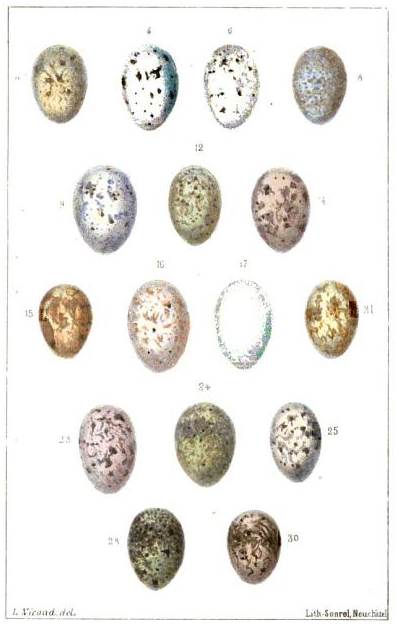
Oeufs de coucou, litografie "Sonrel, Neuchatel," 19. st.
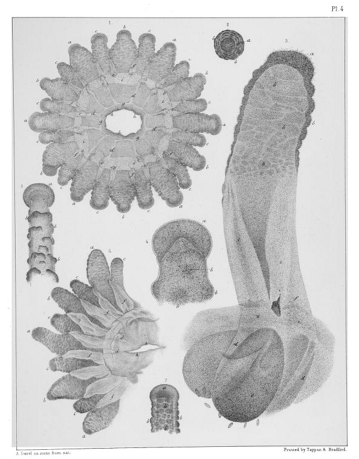
Z díla The anatomy of Astrangia danae, 1849
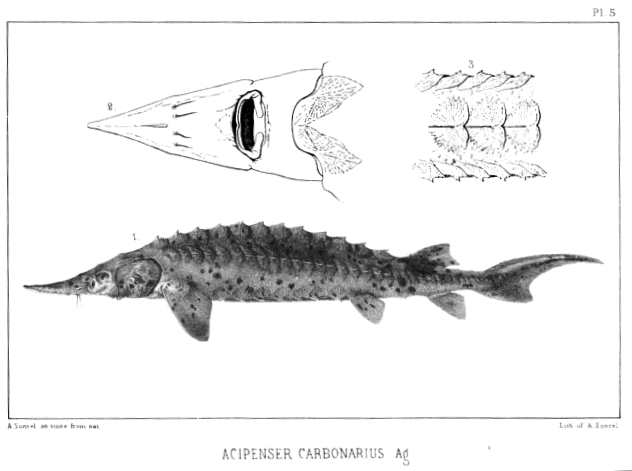
Z díla Lake Superior, 1850.
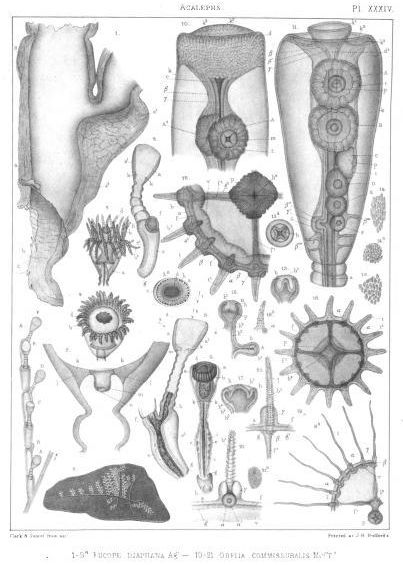
Z díla Louis Agassiz: Contributions to the natural history of the United States of America, 1862.
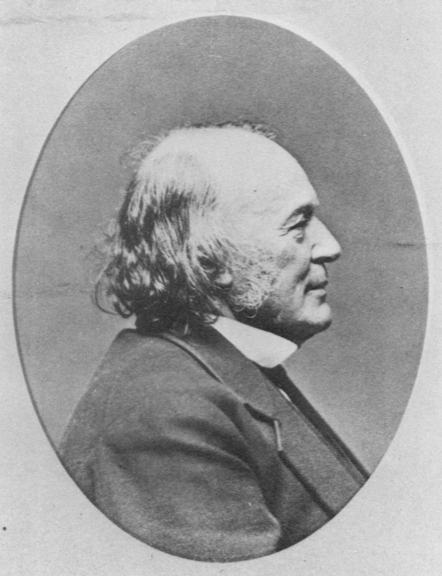
A. Sonrel: Portrét Louise Agassize, 1872
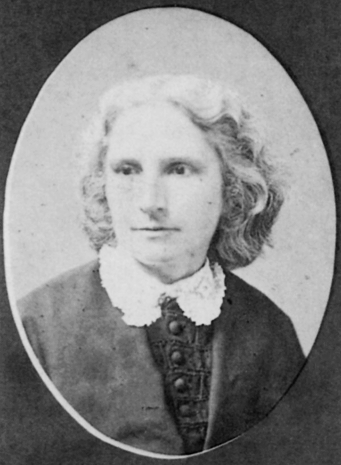
Portrét sochařky Anne Whitney, 1874
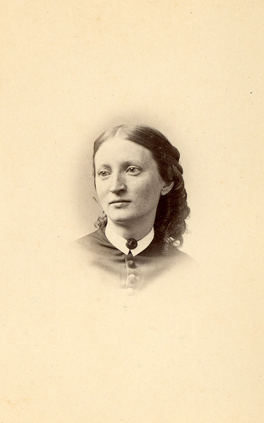
Portrét neznámé dívky, 19. st.
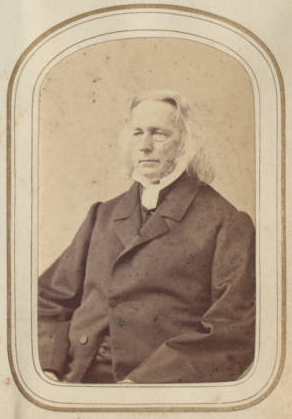
Portrét Mr. Pettee, 19. st.